# Perelha (Arieja)
Perella (Perelha en occità, Péreille en francès) és una comuna occitana situada al departament francès de l'Arieja, a la redió d'Occitània. Deu el seu nom al castell que hi ha al municipi, residència dels senyors de Perella els segles xii i xiii.

## Demografia
| 1962 | 1968 | 1975 | 1982 | 1990 | 1999 | 2005 |
| ---- | ---- | ---- | ---- | ---- | ---- | ---- |
| 88   | 109  | 138  | 138  | 199  | 177  | 175  |